# Runcinidae
Runcinidae H. Adams & A. Adams, 1854 è una famiglia di molluschi gasteropodi dell'ordine Runcinida.

## Tassonomia
La famiglia comprende i seguenti generi:
- Edmundsina Ortea, 2013
- Ildica Bergh, 1889
- Karukerina Ortea, 2013
- Lapinura Er. Marcus & Ev. Marcus, 1970
- Metaruncina Baba, 1967
- Pseudoilbia M.C. Miller & Rudman, 1968
- Runcina Forbes, 1851
- Runcinella Odhner, 1924
- Runcinida Burn, 1963